# Irene Giner-Reichl

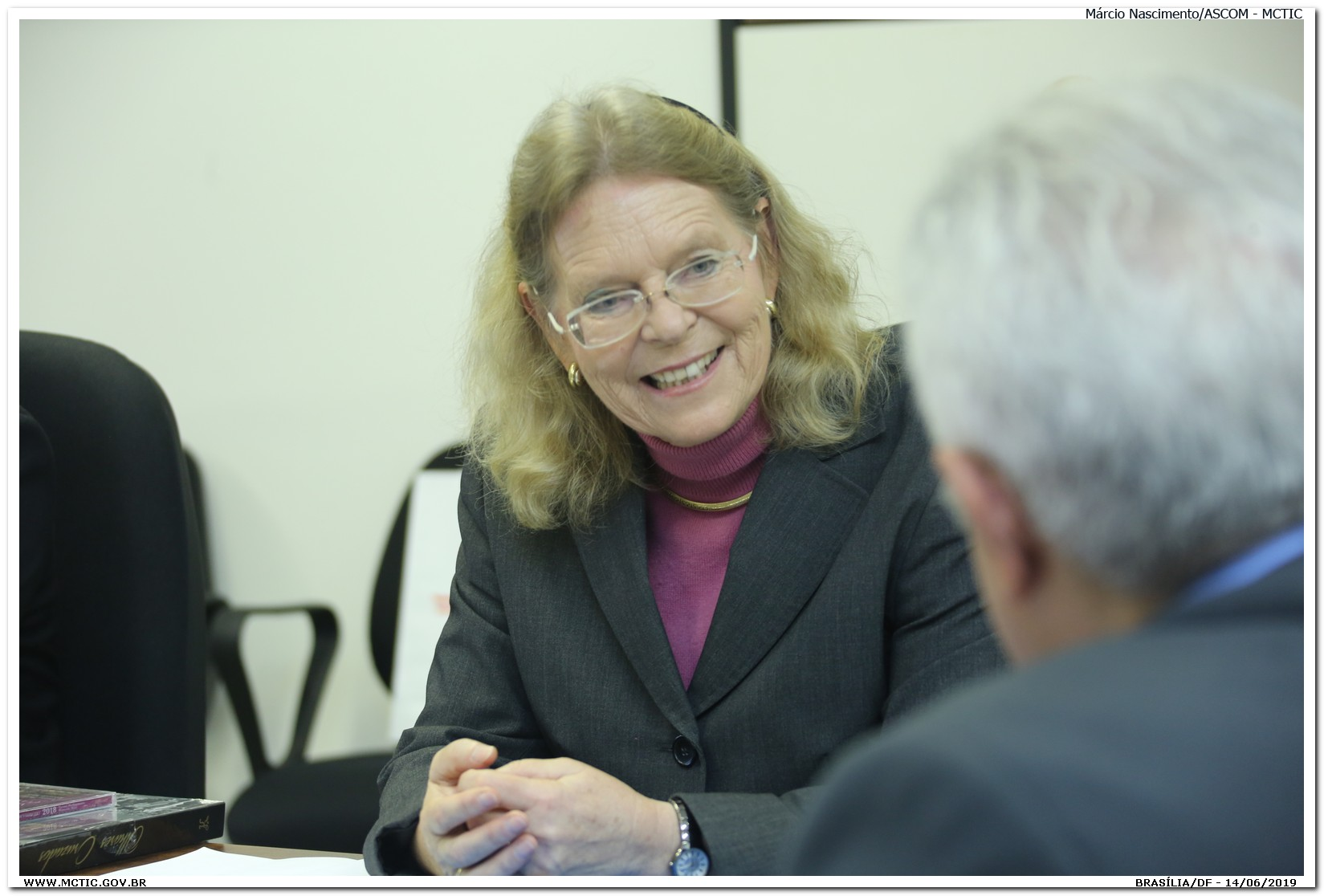
Irene Giner-Reichl (2019)

Irene Giner-Reichl (* 20. März 1956 in Innsbruck) ist eine österreichische Diplomatin. Sie war österreichische Botschafterin in China (2012–2017) und Brasilien (2017–2021).

## Werdegang
Irene Giner-Reichl studierte an der Universität Innsbruck Germanistik und Romanistik. Romanistik studierte sie auch an der Sorbonne in Paris. Die Studien schloss sie 1979 ab. Daneben studierte sie Rechtswissenschaften, ebenfalls an der Universität Innsbruck. Das Studium schloss sie 1981 mit dem Doktorat ab. Außerdem hält sie einen Master in Katholischer Theologie und Religionserziehung, den sie 1991 an der Fordham University abschloss. Von 1980 bis 1981 war sie Assistenzprofessorin am Institut für romanische Sprachwissenschaften an der Universität Innsbruck.
Irene Giner-Reichl trat 1982 in den diplomatischen Dienst Österreichs ein. Sie arbeitete insbesondere in den Bereichen Wirtschaftliche und Soziale Entwicklung, Umwelt, Energie und Entwicklungszusammenarbeit. Von September 1983 bis März 1984 war sie Mitarbeiterin an der österreichischen Botschaft in Kairo, wo sie sich vorrangig um konsularische Angelegenheiten kümmerte. Von 1985 bis 1991 war sie für die Öffentlichkeitsarbeit am österreichischen Konsulat und der Ständigen Vertretung Österreichs in New York City zuständig. Von 1991 bis 1994 war sie Botschaftssekretärin an der Ständigen Vertretung Österreichs bei den Vereinten Nationen in New York. Von 1995 bis 1998 leitete sie die internationale Abteilung des Bundesministerium für Umwelt, Jugend und Familie. Von 1998 bis 2001 war sie die Ständige Vertreterin Österreichs bei den Vereinten Nationen in Wien. 200 und 2001 war sie Vizepräsidentin des „IAEA Board of Governors“. 
Von 2001 bis 2004 leitete sie das UNIDO-Büro in New York City und bekleidete den Rang eines beigeordneten Generaldirektors. Von Jänner 2005 bis Jänner 2012 kehrte sie nach Wien zurück und war als Sektionsleiterin im Ministerium für Europäische und internationale Angelegenheiten für die österreichische Entwicklungspolitik verantwortlich, Von 2012 bis 2017 war sie österreichische Botschafterin in China (auch für die Mongolei akkreditiert) mit Sitz in Peking. Von Juli 2017 bis 2021 war sie die österreichische Botschafterin in Brasilien mit Sitz in Brasilia.

## Engagement
Irene Giner-Reichl ist Präsidentin des Global Forum of Sustainable Energy (GFSE), welches 1999 gegründet wurde. Sie ist außerdem Gründungsmitglied des GWNET (Global Women Network for the Energy Transition), ein Netzwerk, das die gleichberechtigte Mitwirkung von Frauen im Energie-Sektor fördert. Seit 2013 ist sie Vizepräsidentin des Politik-Netzwerkes zur Förderung der Erneuerbaren Energien „REN21“.
Sie unterrichtet an der Diplomatischen Akademie in Wien zu Fragen der menschlichen Sicherheit und der Entwicklungspolitik.

## Publikationen und Veröffentlichungen
Giner-Reichl ist Autorin einiger Publikationen:
- Zukunftsfähig leben – Spiritualität und Praxis der Nachhaltigkeit, Katholische Sozialakademie Österreichs, Wien 2005, ISBN 3-9502007-0-3.
- Entwicklungspolitik und Entwicklungszusammenarbeit, Manz’sche Verlags- und Universitätsbuchhandlung, Wien 2008, ISBN 978-3-88985-580-0 (gemeinsam mit Kurt Bayer)
- Nachbar Afrika, Passagen Verlag, Wien 2010, ISBN 978-3-85165-929-0 (gemeinsam mit Georg Lennkh)
- The heat is on: Climate Change in Africa, Passagen Verlag, Wien 2011, ISBN 978-3-85165-998-6 (gemeinsam mit Georg Lennkh)
- Entwicklungspolitik 2030 – Auf dem Weg zur Nachhaltigkeit, Manz’sche Verlags- und Universitätsbuchhandlung, Wien 2017, ISBN 978-3214083366 (gemeinsam mit Kurt Bayer)
- Beitrag in:  GEMEINSAME HORIZONTE, Die Zukunft gestalten mit China.[2] Hrsg. Wei Manske-Wang, Stephan Jüngling und Tobias W. Loitsch. Drachenhaus Verlag, 2025, ISBN 978-3-943314-85-4.